# Programme européen d'aide aux plus démunis
Le Programme européen d'aide aux plus démunis (PEAD) est un programme de l'Union européenne créé en 1987, à la demande notamment de Jacques Delors, alors président de la Commission européenne, et de Coluche. Il utilisait les stocks d'invendus issus de la PAC (Politique agricole commune) en les redistribuant à des associations caritatives agréées, du type Banque alimentaire, Restos du Cœur, Secours populaire français. En 2011, le PEAD distribue une aide alimentaire à plus de 13 millions de personnes dans 19 des 27 États de l'Union européenne (UE), en particulier en France, Pologne et Italie .
À la suite de l'arrêt du 13 avril 2011 de la Cour de justice des communautés européennes (CJCE), la pérennité du programme et son budget ne sont plus assurés. La diminution du nombre de stocks d'invendus issus de la PAC était en effet complétée, à la marge, par l'achat direct des produits par l'Union européenne. L'importance prise par ces achats est devenue telle que la CJCE a considéré que le PEAD n'était plus lié à la PAC mais relevait de l'aide sociale directe, et devait donc être financée dans ce cadre, lequel n'est pas communautarisé.

## Fonctionnement du PEAD
Ce programme, adossé à la Politique agricole commune (PAC), permet de mettre à disposition des États membres qui le souhaitent des matières premières agricoles issues des stocks d’intervention de la PAC (céréales, riz, sucre, poudre de lait, beurre).
Les stocks d'intervention sont ensuite troqués par les États membres contre des denrées alimentaires grâce à des appels d'offres réalisés par FranceAgriMer.
Les denrées alimentaires sont ensuite livrées à des associations caritatives chargées de distribuer les denrées aux personnes démunies. Les associations caritatives sont désignées par l'État. En France, elles sont au nombre de quatre  : la Croix-Rouge française, la Fédération française des banques alimentaires (Banque alimentaire), Les Restos du Cœur et le Secours populaire français.
En France le Ministère de l'agriculture avec la Direction générale de l'alimentation gère ce programme, en lien avec FranceAgriMer, organisme public chargé d'appliquer certaines mesures de la PAC. L'Appel d'Offre PEAD est lancé par FranceAgriMer aux environs du mois de décembre de chaque année. Environ 50 produits figurent au cahier des charges, parmi lesquels des produits de base (farine, sucre, huile de tournesol, lait, etc.), des plats cuisinés (cassoulet, gratin de poisson, etc.) et des produits élaborés (crèmes dessert, fruits au sirop, biscuits, etc.).
Étant donné la disparition des stocks de la PAC, les fournisseurs ne sont plus payés via un troc de produits mais en numéraire. Le marché présente quelques particularités, notamment la nécessité de régler une caution à l'avance (qui est débloquée au fur et à mesure des livraisons), l'absence de TVA (le client étant l’État) et une date limite pour les livraisons (généralement fixée au 31 décembre de l'année du plan PEAD). L'organisation logistique varie selon l'association livrée, les seules contraintes imposées par FranceAgriMer sont l'étiquetage des produits avec le numéro de lot de l'appel d'offre et le drapeau européen. Ces marchés représentent des volumes très important pour les industriels.

## Avantages
- Un large moyen de lutte contre le gaspillage alimentaire, grâce à la distribution des surplus issus de la PAC.
- Les denrées alimentaires ou les produits transformés sont livrés à des associations humanitaires désignées par l’État. En France, ce sont la Croix-Rouge française, la Fédération Française des Banques Alimentaires, les Restos du Cœur et le Secours populaire français[4].
- Pas de circulation d’argent. Les bénévoles des associations sélectionnées collectent et redistribuent uniquement des denrées agricoles aux personnes qui en ont besoin.
- Le PEAD est le seul programme avec aussi peu de coûts induits, grâce à l’engagement de milliers de bénévoles européens.
- Des moments d’écoute et un véritable travail d’inclusion sociale. La distribution ne se traite pas uniquement dans l’urgence : elle permet aussi aux  bénévoles d'orienter les personnes accompagnées vers des structures ou des passerelles d’insertion sociale.

## Évolutions du programme
Pour pallier les absences temporaires de stocks d'intervention, la Commission européenne a mis en place un système d'allocation d'enveloppe budgétaire permettant l'achat de denrées directement sur le marché en 1995.
En 2004, au moment de la fermeture de l'intervention pour la viande, le gouvernement français a décidé de mettre en place le Programme national d'aide alimentaire (PNAA) destiné à acheter des denrées complémentaires aux denrées déjà achetées grâce au PEAD (à savoir notamment du poisson, de la viande et des fruits et légumes).

## Arrêt de la CJUE et baisse du budget 2012
En écho à la décision de la Cour de justice de l’Union européenne (CJUE) d'annuler les financements européens, destinés à approvisionner en denrées alimentaires le Programme européen d’aide alimentaire aux plus démunis (PEAD) dans le cadre de la Politique agricole commune (PAC), la Commission européenne a annoncé le 21 juin 2011, une réduction drastique du programme d’aide alimentaire destiné aux plus démunis. L’enveloppe financière serait divisée par 4, passant de 500 millions cette année à 113 millions en 2012.
En  décembre 2008, l'Allemagne, soutenue par la Suède, avait déposé un recours contre la Commission européenne tendant à l'annulation du règlement annuel financier du PEAD pour l'année 2009. Le 12 avril dernier, le tribunal de première instance de l'Union européenne a rendu son arrêt, en faveur de l'Allemagne, annulant le règlement financier, au motif que le budget annuel du PEAD doit avant tout être construit en utilisant les stocks d'intervention disponibles, ce qui n'était pas le cas pour le programme 2009 du PEAD. Cet arrêt du tribunal ne demande pas le remboursement des sommes perçues par les associations en 2009. Cependant, l’exécution de l’arrêt du Tribunal pose des difficultés pratiques. Dans l’état actuel du droit, la Commission, en présentant son budget annuel, a tiré les conclusions de l’arrêt. Le budget global du PEAD qui était de 500 millions d'euros ces dernières années est ainsi passé pour 2012 à 113 millions d'euros.
Et pour les années à venir, le même problème de réfaction budgétaire risque de se poser, le volume des stocks d'intervention de la PAC diminuant de plus en plus. De ce fait, la pérennité du programme est remise en question, sauf si une réforme du règlement communautaire du PEAD était voté.

## Accord sur l'avenir du PEAD
Le 14 novembre 2011 est intervenu un accord entre la France et l'Allemagne sur l'avenir du PEAD. Cette dernière accepte une prolongation pour les deux prochaines années - 2012 et 2013 - en l'échange d'un abandon de ce programme à partir de 2014 . Si le Ministre français de l'Agriculture Bruno Le Maire s'est félicité de cette décision, Catherine Trautmann a au contraire dénoncé "la contrepartie exigée par l’Allemagne et acceptée par la France : à partir de 2014, le PEAD ne sera plus financé par l’Union européenne" . La Présidente de la délégation socialiste française au Parlement européen et responsable des questions européennes pour le candidat François Hollande voit dans cette décision "un grave échec de l’Union européenne" car "l’avenir des bénéficiaires du PEAD ne se limite pas à deux ans", ajoutant que "la rigueur pour les plus faibles est inacceptable" car "les citoyens les plus vulnérables dans ce contexte de crise ont besoin d’une véritable Europe sociale".

### Réactions au Parlement européen

#### Groupe de l'Alliance Progressiste des Socialistes & Démocrates
À la suite de la décision de la CJUE (Cour de Justice de l'Union Européenne) au motif que cette aide est devenue purement sociale et qu’elle n’a plus aucun lien avec la PAC, les eurodéputés socialistes au Parlement européen avaient, au mois de mai 2011, interpellé la Commission européenne, en faisant part de leur inquiétude sur l’avenir du programme. Estelle Grelier, eurodéputée socialiste, a souligné l’importance de ce programme « qui permet de soulager leur budget alimentaire par l’intermédiaire des distributions réalisées par les associations caritatives et les services sociaux » . Ils avaient, en outre, dénoncé l’attitude de l’Allemagne et de la Suède, à l’origine de la décision de justice et appelé la Commission européenne à résoudre ce problème juridique afin de pérenniser ce programme. Ainsi, la décision de la Commission européenne de réduire l’enveloppe budgétaire destinée à ce programme a fait l’effet d’une bombe auprès des eurodéputés socialistes qui dénoncent ainsi « une décision qui remet en cause le caractère fondamental du droit à l’alimentation et l’idéal de solidarité européenne ».
Ainsi, la décision de la Commission européenne est tombée comme un coup de massue : « c’est une annonce inacceptable, a fortiori en période de crise, qui illustre la faillite morale et politique de l’Europe  ». Selon Estelle Grelier, « prendre prétexte de difficultés techniques et juridiques –– alors même que la Commission n’a pas fait appel de la décision de justice invoquée ! –- pour démanteler ce dispositif d’aide alimentaire aux plus démunis  est désastreux pour les populations concernées, mais aussi pour la crédibilité et l’image de l’Europe ». Dénonçant « une décision qui remet en cause le caractère fondamental du droit à l’alimentation et l’idéal de solidarité européenne », l'eurodéputée rappelle que le projet de budget 2012 présenté par la Commission prévoit de maintenir l’enveloppe du PEAD à son niveau financier actuel.

#### Groupe de la Gauche Unitaire Européenne (GUE/NGL)
Younous Omarjee, député européen de l'Alliance des outremers, s'est indigné en session plénière du Parlement européen, le 14 février 2012, du sort réservé au programme d'aide alimentaire destiné aux plus démunis, devant prendre fin en 2014. 
Lors de sa prise de parole, au nom de son groupe politique GUE/NGL, il fait remarquer que « quand il s'agit de trouver des milliards pour les banques, on détourne le droit. En revanche, quand il s'agit de faire l'aumône la plus élémentaire aux plus démunis, on invoque des arguties juridiques ». Il ajoute :
« 
C'est une honte! Une honte qu'une minorité de blocage se soit organisée autour de l'Allemagne pour empêcher de donner à manger à ceux qui ont faim. »
« Les positions de l'Allemagne, de la Cour de justice de l'Union européenne et de ses juges, qui manifestement ont perdu tout contact avec la réalité, sont pour notre groupe absolument indéfendables. Ces décisions nourrissent le désamour grandissant entre les peuples et l'Union européenne. »

#### Groupe Alliance des démocrates et des libéraux pour l'Europe
Jean-Luc Bennahmias, eurodéputé du Mouvement Démocrate, a déclaré le 15 février 2012 : "dans l’immédiat, l’essentiel est sauvé ; au terme de plusieurs mois de négociations, le Parlement européen a obtenu le maintien du Programme Européen d’Aide aux Plus Démunis pour 2012 et 2013. Le budget de 500 millions annuels sera conservé dans son entièreté pour les deux années à venir". Il a ajouté : "Il nous faut dès maintenant penser de nouveaux mécanismes de solidarité efficaces. C’est à la Commission européenne, en collaboration avec le Parlement européen de présenter des solutions pour trouver d’autres modes de financement et pérenniser cette action européenne en faveur des plus démunis."

### Autres réactions
Le Monde a publié un éditorial quant à l'avenir du PEAD, déclarant notamment: 
« Conçue par Jacques Delors, alors président de la Commission, cette aide a une double origine : d'une part, les stocks de surplus de la politique agricole commune (PAC) ; d'autre part, un apport direct des États.

Fort heureusement, la PAC a été réformée, ajustée aux besoins réels du marché, et n'est plus cette machine à produire des excédents financés par le contribuable. Mais la PAC dégageant de moins en moins de surplus, peut-on continuer à lui faire "payer" une partie importante du budget social de l'Union ?

Non, disent sept pays de l'UE, qui, emmenés par l'Allemagne, ont saisi la Cour de justice de l'Europe. En avril, celle-ci leur a donné raison. À juste titre sur le plan juridique et comptable. Mais de manière terrible pour les associations - Restos du cœur, Secours populaire, Croix-Rouge, banques alimentaires - chargées de l'aide alimentaire d'urgence. »

## Création du FEAD
À la suite de l'arrêt de la cour de Justice européenne ayant mis fin au PEAD et de l'accord politique du 11 novembre 2011, la Commission européenne en accord avec le Parlement européen et le Conseil européen a proposé, le 14 octobre 2012, un nouveau fonds visant à remplacer le PEAD à partir de 2014. Ce nouveau fonds a été dénommé Fonds européen d'aide aux plus démunis (FEAD).
La Commission a proposé que ce nouveau fonds soit destiné à appuyer l'action des dispositifs mis en place par les États membres pour fournir des denrées alimentaires aux personnes les plus démunies ainsi que des vêtements et d'autres biens de base aux sans-abri et aux enfants souffrant de privation matérielle. La Commission a prévu d'allouer une enveloppe de 2,5 milliards d'euros au fonds pour la période 2014-2020, ce qui représente une baisse d'un milliard d'euros en comparaison aux 500 millions d'euros par année qui étaient précédemment consacrés au PEAD. Le montant a été revu à la hausse et a été budgété à hauteur de 3,8 milliards d'euros.
La Commission a en outre proposé un changement profond de la nature de ce fonds qui était précédemment exclusivement concentré sur l'aide alimentaire, et qui désormais comprendra aussi la distribution de vêtements et d'autres biens matériels. Ce sont les États membres qui fixent le fonctionnement ; la Commission européenne valide les programmes mis en place et vérifie que les États les cofinancent (avec un minimum de 15 %). Ce fonds vient désormais en complément du Fonds social européen (FSE).

## Compléments